# Klasifikacija Killip-Kimball
Klasifikacija Killip-Kimball (imenovana tudi klasifikacija Killip) je sistem, ki se uporablja pri posameznikih z akutnim miokardnim infarktom (srčnim infarktom) za napoved tveganja za umrljivost. Danes igra ključno vlogo v klasični kardiologiji.

## Razdelitev
Upošteva se fizični pregled in razvoj srčnega popuščanja. Pri posameznikih z nižji razredom po Killipu je manj verjetno, da bodo umrli v prvih 30-ih dneh po infarktu kot pri posameznikih z višjim razredom po Killipu.
Opredelitev srčnega popuščanja po Killip-Kimballovi klasifikaciji:
- Razred I: Ni kliničnih znakov srčnega popuščanja.
- Razred II: Lažje srčno popuščanje – tretji srčni ton, galop, poki po pljučih bazalno.
- Razred III: Znaki pljučnega edema.
- Razred IV: Znaki kardiogenega šoka.

Od razreda po Killip-Kimballu je odvisno zdravljenje:
- Razred II: Dovajanje kisika po nosnem katetru ali obrazni maski, intravensko diuretik zanke (furosemid), nitrati, zaviralci konvertaze ali angiotenzinskih receptorjev.
- Razred III: Dovajanje kisika po nosnem katetru ali obrazni maski, podpora dihanju, intravensko diuretik zanke (furosemid), nitrati, zgodnja revaskularizacija. Ob hemodinamičnem nadzoru se dovaja tudi inotropna sredstva (dobutamin, dopamin, levosimendan).
- Razred IV: Dovajanje kisika po nosnem katetru ali venti maski, dihalna podpora (vključno z intubacijo in mehanično ventilacijo), aortna balonska črpalka, mehanična podpora krvnemu obtoku, zgodnja revaskularizacija. Ob hemodinamičnem nadzoru se dovaja tudi vazopresorje in inotropna sredstva (dobutamin, dopamin, levosimendan). Skrajni ukrep je transplantacija srca.

## Študija
Oktobra 1967 je bila opravljena študija, na podlagi katere so razvili to klasifikacijo. Vanjo so vključili 250 bolnikov z miokardnim infarktom, starih med 28 in 94 let (povprečno stari 64 let), od katerih je bilo 72 % moških. Bolniki s srčnim zastojem pred sprejemom so bili izključeni. Vključene bolnike so razdelili v 4 razrede.
Spodnje številke so bile točne leta 1967. Danes se je umrljivost znižala za 30 do 50 % v vsakem razredu.
V 95 % intervalu zaupanja so bili rezultati naslednji:
- Killip-Kimball razred I: 81/250 bolnikov; 32 % (27-38 %). Smrtnost je znašala 6 % (sedanja 30-dnevna smrtnost znaša 2,8 %).
- Killip-Kimball razred II: 96/250 bolnikov; 38 % (32-44 %). Smrtnost je znašala 17 % (sedanja 30-dnevna smrtnost znaša 8,8 %).
- Killip-Kimball razred III: 26/250 bolnikov; 10 % (6,6-14 %). Smrtnost je znašala 38 % (sedanja 30-dnevna smrtnost znaša 14,4 %).
- Killip-Kimball razred IV: 47/250 bolnikov; 19 % (14-24 %). Smrtnost je znašala 81%.